# NGC 1901
NGC 1901 (другие обозначения — ESO 56-SC91, OCL 791) — рассеянное скопление в созвездии Золотая Рыба.
Этот объект входит в число перечисленных в оригинальной редакции «Нового общего каталога».
Является слабонаселённым скоплением. Проецируется на Большое Магелланово облако, но не является его частью. Звёзды скопления имеют металличность, схожую с солнечной. NGC 1901 имеет большую долю двойных звёзд в своём составе, предположительно равную не меньше 62%. Из 13 подтверждённых членов скопления только 5 являются одиночными звёздами.